# كاثرين نيل
كاثرين آني نيل (بالإنجليزية: Catherine Annie Neill) (3 أيلول/سبتمبر 1921 - 23 شباط/فبراير 2006)، طبيبة بريطانية اختصاصية في الأمراض القلبية عند الأطفال، أمضت معظم حياتها المهنية في مستشفى جونز هوبكنز في بالتيمور حيث عملت إلى جانب الطبيبة هيلين بروك تاوسيغ. ركزت نيل اهتمامها بشكل رئيسي على العيوب القلبية الخلقية، واكتشفت نوعًا من العيوب أطلقت عليه اسم متلازمة السيف الأحدب (scimitar syndrome) في عام 1960.
شاركت نيل خلال حياتها المهنية في إدارة دراسة بالتيمور-واشنطن للأطفال في الثمانينيات، وساهمت في 100 مقال صحفي و 40 فصل كتابي، وشاركت في تأليف كتابين. انتُخبت زميلة في الكلية الملكية للأطباء في عام 1970. تقاعدت نيل مرتين، المرة الأولى في عام 1989 قبل عودتها إلى العمل وترقيتها إلى منصب أستاذة في طب الأطفال وكبيرة المستشارين في أمراض القلب عند الأطفال، والمرة الثانية في عام 1993 ولكنها استمرت في خدمتها التطوعية في أرشيف سجلات مستشفى هوبكنز الطبي.
```
لقد جعلتها قدرتها على التدريس والتوجيه ذات منزلة رفيعة بين الزملاء والمتدربين. قال عنها رئيس قسم الأطفال في جامعة يوتاه الطبيب إدوارد كلارك: «لقد كان من الصعب العثور على مشاركات للنساء في الطب»، وأضاف: «إن توجيه ودعم نيل كانا أحد الأسباب التي جعلت العديد من النساء يخترن اختصاص أمراض القلب عند الأطفال، لأنهن كن يتمتعن بالقدرة على العمل في هذا المجال بالإضافة إلى التوجيه الصحيح».
```

## حياة سابقة
وُلدت كاثرين نيل في 3 أيلول/سبتمبر في عام 1921 في لندن. كان والدها السير توماس نيل مدير تنفيذي للتأمين الصحي، ووالدتها السيدة آني ستراشان نيل. امتلكت نيل ثلاثة أخوة باتريك وبرايان وديزموند وكانت هي أكبرهم. كان معظم أفراد أسرتها يعملون في القانون والأدب، ولكن اهتمام نيل بالطب زاد من خلال مساهمات والدها في حركة تشريع قانون التأمين الوطني لعام 1911، وطموح والدتها الذي لم يتحقق في دراسة الطب.
تلقت كاثرين تعليمها في مدرسة تشانينغ، ودرست في مستشفى رويال فري للطب من عام 1938 حتى تخرجها في عام 1944. حصلت على دبلوم في صحة الطفل في عام 1946 ودكتوراه في عام 1947.

## المهنة
بدأت نيل مسيرتها الطبية كمسؤولة عن سجلات الأطفال في مستشفى الملكة إليزابيث في لندن، وعملت إلى جانب طبيبة الأطفال هيلين ماكاي وطورت اهتمامها بعيوب القلب الخلقية، [4] وكثيراً ما كانت تعمل في تلقّي مرضى كثرة الحمر، وهي حالة مرضية يرتفع فيها مستوى الهيماتوكريت (النسبة المئوية لحجم خلايا الدم الحمراء في الدم).
سافرت نيل إلى كندا لمتابعة الزمالة في أمراض القلب عند الأطفال في مستشفى الأطفال المرضى في تورونتو في عام 1950، وعملت مع الطبيب جون كيث  ثم انتقلت إلى الولايات المتحدة في العام التالي. عملت في مستشفى جونز هوبكنز في بالتيمور كمساعدة للطبيبة هيلين بروك تاوسيغ وهي مؤسسة قسم أمراض القلب عند الأطفال وواحدة من منشئي الإجراء الجراحي المعروف بتحويلة بلالوك تاوسيغ، وهو إجراء منقذ للحياة لعلاج بعض عيوب القلب.
درست نيل أثناء وجودها في بالتيمور أيضًا علم الأجنة القلبية في معهد كارنيجي للعلوم. عادت إلى لندن للعمل كمستشارة في مستشفى الملكة إليزابيث في عام 1954، وعملت مع طبيب القلب جون موريس هاردمان كامبل على دراسة التاريخ الطبيعي للبالغين الذين يعانون من عيوب خلقية في القلب، ولكنها طلبت العودة إلى بالتيمور في عام 1956 وعُينت كأستاذة لطب الأطفال في جامعة جونز هوبكنز في عام 1964.
شاركت نيل مع شارلوت فيرينكز في إدارة دراسة بالتيمور-واشنطن للأطفال في الثمانينيات حيث درست العوامل الوراثية والبيئية عند 5000 طفل يعانون من عيوب خلقية في القلب، ودرست التشوهات في الأوردة الرئوية. ساهمت في العديد من المقالات المبكرة حول الإجراءات الجراحية لتشوهات القلب عند الأطفال والمنشورات الوصفية المبكرة عن تشوهات الكوليسترول لدى المرضى الأطفال.
اكتشفت نيل حالة متلازمة السيف الأحدب (scimitar syndrome) وأطلقت عليها هذا الاسم في عام 1960، حيث يعود الدم في هذه الحالة من الرئتين إلى الجانب الخطأ من القلب. ما زال منشور نيل في مجلة طب الأطفال في عام 1956 والذي يشرح بالتفصيل التطور الجنيني للأوردة الرئوية من أفضل المنشورات التي تصف الموضوع منذ حوالي 50 سنة مضت، وذلك وفقًا للطبيب إدوارد كلارك رئيس قسم طب الأطفال في جامعة يوتاه.
شاركت نيل في تأليف كتابين، الكتاب الأول هو: «قلب الطفل: ما تحتاج الأسر إلى معرفته حول اضطرابات القلب عند الأطفال» (1992)، والذي يستهدف الآباء، والكتاب الثاني بعنوان «القلب النامي - تاريخ أمراض القلب عند الأطفال» (1995). [4] كما كتبت 40 فصل كتابي و 100 مقال صحفي طوال حياتها المهنية. انتُخبت نيل زميلة في الكلية الملكية للأطباء في عام 1970.
تقاعدت نيل لأول مرة في عام 1989 بعد أن عملت في مستشفى هوبكنز لمدة ستة عقود، ولكنها عادت للعمل خلال فترة من الطلب السريري الكبير، وتلقت ترقية إلى منصب أستاذة طب الأطفال وكبيرة المستشارين في أمراض القلب عند الأطفال. تقاعدت مرة أخرى في عام 1993 لكنها استمرت في الخدمة التطوعية في مستشفى جونز هوبكنز، وتنظيم الأوراق في الأرشيفات الطبية المؤسسية.

## الحياة الشخصية والإرث
لم تتزوج نيل أبدًا، وتوفيت في الرعاية التمريضية المنزلية في ويمبلدون في لندن بسبب مرض السرطان في 23 شباط/فبراير في عام 2006 أثناء زيارة للعائلة،  وكانت تبلغ من العمر 84 عامًا.
ذُكرت نيل من قبل المتدربين للإشادة على قدرتها في التدريس والتوجيه، وعلق جورج دوفر وهو طبيب أطفال سابق في مركز جونز هوبكنز للأطفال على أن نيل كانت «ربما مشهورة كطبيبة ومعلمة أكثر من عالمة صارمة». نقلت مجلة ذا لانسيت الطبية نعوة وفاة نيل وذكرت فيها ما قالته الطبيبة هيلين تاوسيغ عن نيل بأنها «من أكثر الطلاب الذين درّبتهم نشاطًا».
أشارت إليها مجلة التايمز بأنها «رائدة في مجال جراحة القلب المفتوح للأطفال المولودين بعيوب خلقية»، وكتبت أيضًا: «لقد بقيت نيل شخصية مؤثرة في مجال أمراض القلب عند الأطفال لعقود من الزمان». أُدرجت نيل بعد وفاتها في قائمة أعضاء هيئة التدريس في مركز جونز هوبكنز للأطفال.